# David Ávila Martínez
David Ávila Martínez   (Barcelona, 21 de març de 1978) és un exfutbolista català, que ocupà la posició de migcampista atacant. Ha estat internacional amb la selecció espanyola sub-18.
Cal no confondre'l amb el taekwondista homònim que viu a Paterna.

## Carrera esportiva
Sorgeix del planter del FC Barcelona. Hi destaca amb l'equip C, amb el qual marca 22 gols a la campanya 96/97. Eixe any disputa un encontre amb el primer filial a la categoria d'argent.
L'estiu de 1997 fitxa pel CP Mérida, llavors a primera divisió, però no disputa cap minut de la campanya 97/98. Al mercat d'hivern, recala al CD Toledo.
A partir de 1998, la carrera del barceloní prossegueix per equips de Segona B i Tercera Divisió: RCD Espanyol B (98/00), CE L'Hospitalet (00/01), Benidorm CD (2001), Zamora CF (2002) i Quintanar del Rey (2002).
Mitjada la temporada 02/03 fitxa pel CF Vilanova, del grup català de Tercera Divisió, amb qui ha estat un dels referents ofensius durant la dècada dels 2000, tot marcant més d'una cinquantena de gols entre 02/03 i 07/08.